# Sotillo de las Palomas
Sotillo de las Palomas és un municipi de la província de Toledo a la comunitat autònoma de Castella-La Manxa.

## Demografia
| 1996 | 1998 | 1999 | 2000 | 2001 | 2002 | 2003 | 2004 | 2005 | 2006 |
| ---- | ---- | ---- | ---- | ---- | ---- | ---- | ---- | ---- | ---- |
| 218  | 226  | 214  | 223  | 204  | 194  | 220  | 217  | 218  | 211  |